# エルヴィン・フォン・ヴィッツレーベン
ヨープ＝ヴィルヘルム・ゲオルク・エルヴィン・フォン・ヴィッツレーベン（Job-Wilhelm Georg Erwin von Witzleben, 1881年12月4日 - 1944年8月8日）は、ドイツの陸軍軍人。第二次世界大戦中のドイツ国防軍陸軍元帥。ヒトラー暗殺計画に加担して処刑された。

## 来歴

### 初期の軍歴

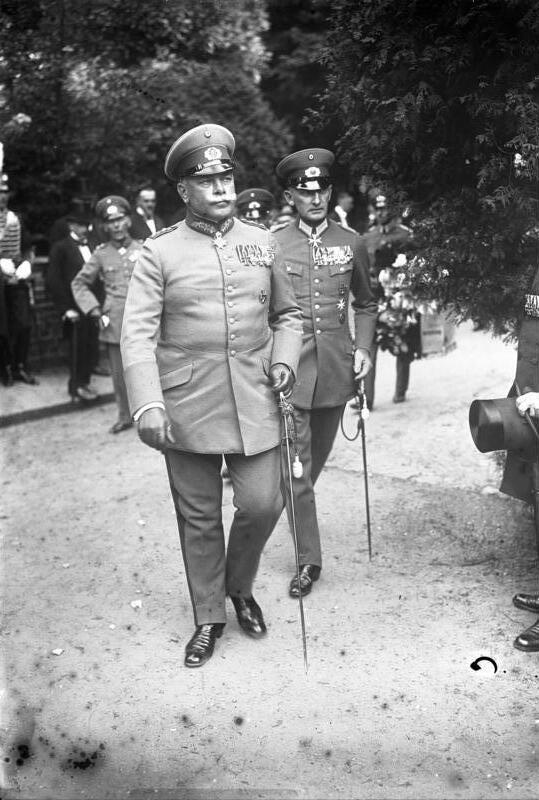
ヴィルヘルム・ハイエ陸軍統帥部長官（左）とヴィッツレーベン（1930年頃）

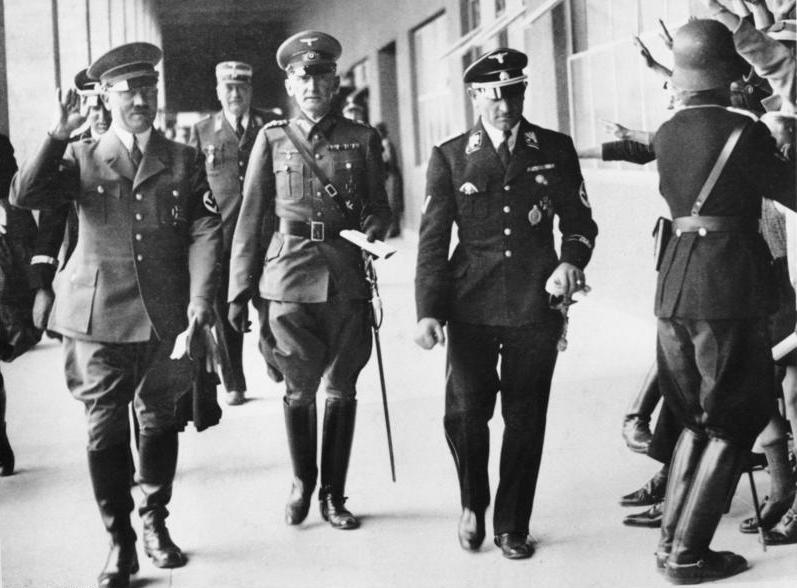
1936年夏季オリンピックでのヒトラー、ヴィッツレーベン、ゼップ・ディートリッヒ

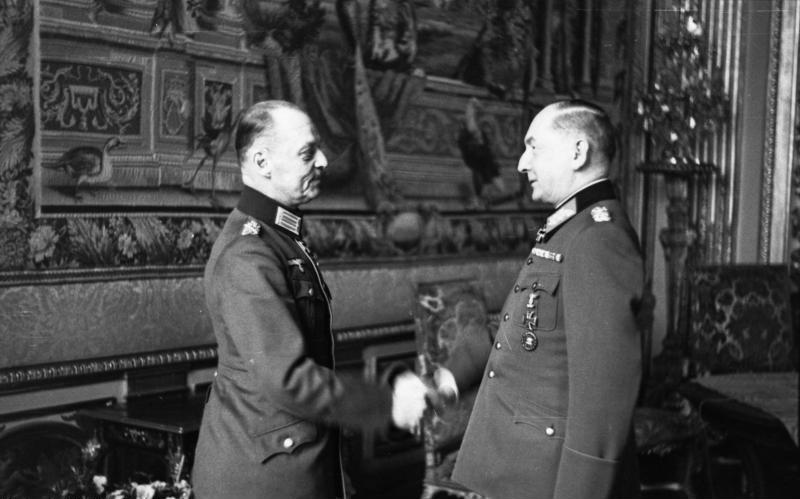
ゲルト・フォン・ルントシュテット元帥（左）の軍歴40年を祝福するヴィッツレーベン（1941年3月）

ヴィッツレーベン家はテューリンゲンに起源を持つ由緒ある貴族の家系で、代々軍人を輩出してきた。ヴィッツレーベンはそのプロイセン王国の分家にブレスラウで生まれた。プロイセン陸軍士官学校を卒業後、1901年に少尉として「ヴィルヘルム王」擲弾兵連隊に配属される。1910年、中尉に昇進。
1914年に第一次世界大戦が始まると第19後備歩兵旅団長副官を務め、10月に大尉に昇進し後備第6歩兵連隊で中隊長となった。のち同連隊で大隊長に任命される。ヴィッツレーベンはこの大戦でヴェルダン、シャンパーニュ、フランドルの戦いに従軍し、重傷を負って第一級と二級鉄十字章両方を受章した。回復したのち1918年に参謀教育を受け、終戦時は第121歩兵師団で主席参謀を務めていた。
ヴァイマル共和政でも軍に残り、中隊長となる。1923年、第4師団参謀の少佐としてドレスデンに転属。1928年、第6歩兵連隊で大隊長となり、翌年中佐に昇進。1931年、大佐に昇進し第8連隊長に補される。1933年、ハノーファーの第6軍管区歩兵部隊指揮官に転じる。1934年、ドイツ国防軍と名を改めた軍で少将に昇進し、ポツダムの第3歩兵師団長に就任。ヴェルナー・フォン・フリッチュの後任としてベルリンの第3軍管区司令官となったのち、中将に昇進して1935年には第3軍団司令官となった。1936年、歩兵大将に昇進。

### 反ナチ運動
1934年の「長いナイフの夜」でシュライヒャー前首相やフォン・ブレドウといった軍人が不法に粛清されたとき、ヴィッツレーベンは国防軍首脳に対して特別調査委員会の設置を要求しており、以降ナチ党に対する反対者となっていた。1938年2月、ヒトラーの戦争を辞さない外交政策に反対した陸軍総司令官ヴェルナー・フォン・フリッチュに対する、ナチ党の失脚工作の不法も非難した。
同年のズデーテン危機の際は、ベック参謀総長、カナリス国防軍情報部長、ヘプナー中将、シュテュルプナーゲル参謀次長らといった将官と共にヒトラー打倒のクーデターを計画し、首都ベルリンの駐留部隊をおさえているヴィッツレーベンは大きな役割を担っていたが、ミュンヘン会談でヒトラーが成功を収めてしまったために中止となった。1938年11月、フランクフルト・アン・デア・オーダーの第2軍団司令官に左遷。翌1939年もハンマーシュタイン＝エクヴォルト上級大将によるクーデター計画に加わり、演習を視察するヒトラーを逮捕する計画だったが、これも成功しなかった。
第二次世界大戦が始まると、ヴィッツレーベンは上級大将に昇進して西部戦線の第1軍司令官に任命された。1940年5月のフランス侵攻ではレープ上級大将のC軍集団隷下でドイツ第1軍を指揮した。6月14日にマジノ線を突破し、フランス軍部隊を降伏に追い込んだ。この戦功で騎士鉄十字章を受章。さらにフランス降伏後に多くの同僚と共に陸軍元帥に昇進した。1941年にはゲルト・フォン・ルントシュテットの後任として西方軍司令官に任命されたが、1941年6月に開始されたバルバロッサ作戦の9ヶ月後の1942年3月15日に彼はヒトラーを再び非難し、病気を理由に更迭された。

### 陰謀と処刑

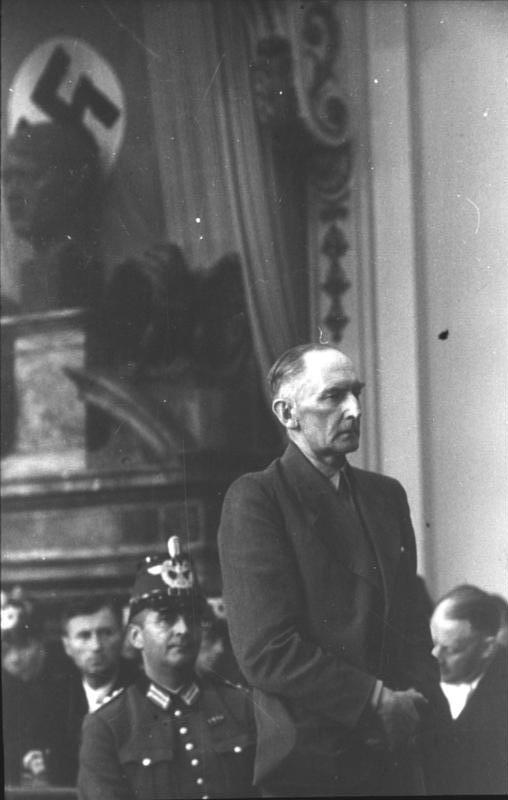
人民法廷でのヴィッツレーベン（1944年8月）

1944年7月20日の、ルートヴィヒ・ベック元参謀総長やクラウス・フォン・シュタウフェンベルクを中心とするヒトラー暗殺計画「ヴァルキューレ作戦」において、ヴィッツレーベンはクーデター成功の暁には国防軍総司令官就任が予定されていた。「ヴァルキューレ」発動に伴う作戦命令は、ヴィッツレーベンの名によって出された。彼はクーデター派の軍事的最高位の人物であったが、当日は積極性を欠いていて出遅れた感が有ったのは否定できないだろう。正装して元帥杖を持ち、クーデター派の“作戦遂行司令部”ベルリン・ベンドラー街の国内予備軍司令部に現れたのは、ようやく午後8時頃。その頃にはクーデター失敗が明らかになっていた。彼はシュタウフェンベルクらの不手際を非難し、これ以後の協力を拒否し、1時間ほどで司令部から退去。ベルリンから約80kmほど離れた友人の荘園に潜伏したが、翌21日正午頃そこで逮捕された。
軍籍にある者は、民間人を対象とする普通裁判ではなく、軍法会議で裁かれるのが通常である。ヒトラーは被告人全てをローラント・フライスラーが裁判長を務める人民裁判所の公判に付すように命令した。このために軍籍にある被告人は、先ず8月2日に設置されたドイツ国防軍名誉法廷(de)で審問されて軍籍を剥奪された上、ナチス党の特別裁判である人民裁判所に委ねられた。国防軍の名誉法廷に関わった軍人はルントシュテット元帥を長としてカイテル、シュロート、キルヒハイム、クリーベル、グデーリアンである。ここでフォン・ヴィッツレーベン元帥を含む55名が軍籍を剥奪された。
1944年8月7日、ヴィッツレーベンとヘプナー、ハーゼ、シュティーフ、ベルナルディス、ハーゲン、クラウジング、ヴァルテンブルクの合計8人は共に人民裁判所での最初の見せしめ報復裁判にかけられ、その裁判の模様は映像が残っている。裁判長フライスラーは開廷にあたり、ヴィッツレーベンに「名誉ある国民のみに許される」ナチス式敬礼をすることを禁じた。獄中でゲシュタポの厳しい取調べを受けて痩せたヴィッツレーベンは、わざとサスペンダーやベルトを外して出廷させられ、始終ズボンを腰のところで押さえていなくてはならなかった。その姿をフライスラーは「見苦しい!何故ズボンを弄くっているのかね?この薄汚い老いぼれめ!!」と嘲笑した。翌8月8日、ヴィッツレーベンは死刑の判決を受けたが、その際フライスラーに向かってこう言い返した。
| 「 | 君は我々を死刑執行人に引き渡す事が出来る。だが3カ月もすれば怒り苦しめられた民衆が君にツケを払わせ、君は生きたまま路上を引きずり回される事になるだろう | 」 |

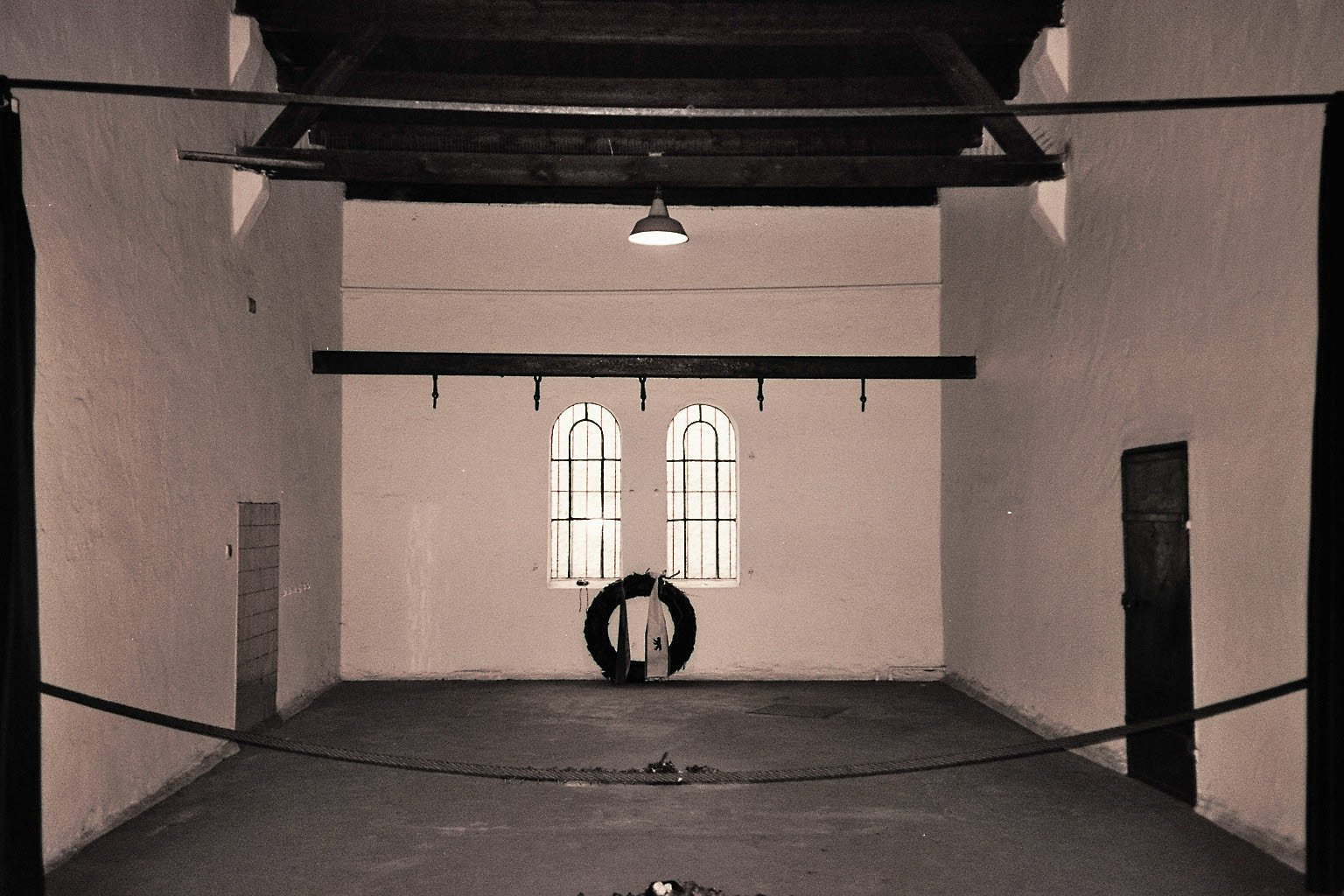
ヴィッツレーベンら政治犯が処刑された、ベルリン・プレッツェンゼー拘置所の一室。部屋の奥にある梁に吊るされ処刑された。

8月8日の夕刻、ベルリンのプレッツェンゼー刑務所の処刑場。レールのような鉄の梁に肉を吊るす鉤とピアノ線のようなワイヤーロープが垂れ下がる。7月20日事件に関し、人民裁判所で死刑判決を受けた被告人のうち、ヴィッツレーベンは最初に絞首刑にされた。ヒトラーはあらかじめ「陰謀者たちの死の苦しみをできるだけ長くせよ。連中にはいかなる慰めを与えてはならない。連中を家畜の生肉の様に吊るせ。」と命令し、神父・牧師など宗教関係者の立会いを禁じた。目撃者の証言によると、部屋の隅のテーブルにはブランデーの瓶とコップが置いてある。さらに映像撮影用カメラと強烈なライトが用意されていた。執行は上半身裸にし、ピアノ線の輪に首を通し時間をかけて首を絞め、さらに執行人たちは苦しみもがく被処刑者のズボンを脱がすなど、徹底して人間としての尊厳を傷付ける、非常に残忍な方法で処刑したという。そのような残忍な方法で処刑されたにもかかわらず、ヴィッツレーベンは取り乱す事無く、ドイツ帝国軍人として、最高位の元帥として終始威厳を保ったという。続いてヘプナーら7人も順番に一人ずつ同様な方法で処刑された。
処刑の模様はヒトラーに見せるため撮影された。また見せしめのため陸軍士官学校で上映されたが、それは激しい反発を巻き起こした。処刑の映像を見てヒトラーは楽しんだという説と、嫌がったという説の両方がある。いずれにせよ、ドイツの敗戦間近にヒトラーはフィルムの廃棄を厳命し、戦後連合軍関係者が捜索したが、今日に至るまで発見されていない。
戦後のドイツではヴィッツレーベンは反ナチの闘士として顕彰されており、その名を冠した通りや学校が数多く存在する。ベルリン・プレッツェンゼーの処刑場跡は現在、反ナチ抵抗運動記念館となり、鉄の梁と鉤が保存されている。